# Заљегошч
Заљегошч (рус. Залегощь) насељено је место са административним статусом варошице (рус. посёлок городского типа) у европском делу Руске Федерације и административни центар Заљегошченског рејона смештеног на крајњем истоку Орловске области. Према попису становништва из 2023. у граду је живело 4374 становника.

## Географија
Село се налази уз обалу реке Неручј (рус. Неручь).

### Образовање и културе
У Заљегошту функционишу две средње опште образовне школе, Основна школа, Школа уметности, два вртића, спортска школа.
Раде две библиотеке, кућа културе, крајезнавни музеј. Издава се районска новина ≪Мајак≫.

## Становништво
| 1939. | 1959. | 1970. | 1979. | 1989. | 2002. | 2010. | 2023. |
| ----- | ----- | ----- | ----- | ----- | ----- | ----- | ----- |
| 862   | 914   | 4.633 | 5.105 | 5.744 | 6.005 | 5.338 | 4.374 |